# Castellserà
Castellserà è un comune spagnolo di 1 103 abitanti situato nella comunità autonoma della Catalogna.